# Opistophthalmus pattisoni
Espèce
Opistophthalmus pattisoni est une espèce de scorpions de la famille des Scorpionidae.

## Distribution
Cette espèce est endémique du Cap-Occidental en Afrique du Sud. Elle se rencontre dans les monts Cedarberg.

## Description
Le mâle syntype mesure 89 mm et la femelle syntype 90 mm.

## Étymologie
Cette espèce est nommée en l'honneur de R. Pattison.

## Publication originale
- Purcell, 1899 : On the species of Opisthophthalmus in the collection of the South African Museum, with descriptions of some new forms. Annals of the South African Museum, vol. 1, p. 131–180 (texte intégral).